# عبدالحسن کاظمی
عبدالحسن کاظمی (زاده ۱۰ نوامبر ۱۹۶۳) یک بازیکن فوتبال اهل ایران است.
وی همچنین در تیم ملی فوتبال ایران بازی کرده است.